# Het KIP
Het KIP was een Gents theatercollectief. Het ontstond midden 2011 uit een fusie van de Gentse theatergezelschappen Toneelgroep Ceremonia en Het GEIT. Het letterwoord 'KIP' staat voor Koninklijk Instituut voor Podiumkunsten, een knipoog naar vzw KIM (Kunst is Modder), de vzw achter Toneelgroep Ceremonia. Tussen 2013 en 2016 ontving Het KIP structurele subsidies van de Vlaamse Overheid via het Kunstendecreet. Einde 2016 werd de subsidie ondanks een positief advies stopgezet.
Dit luidde in april 2017 het einde van Het KIP in.

## Betrokken artiesten

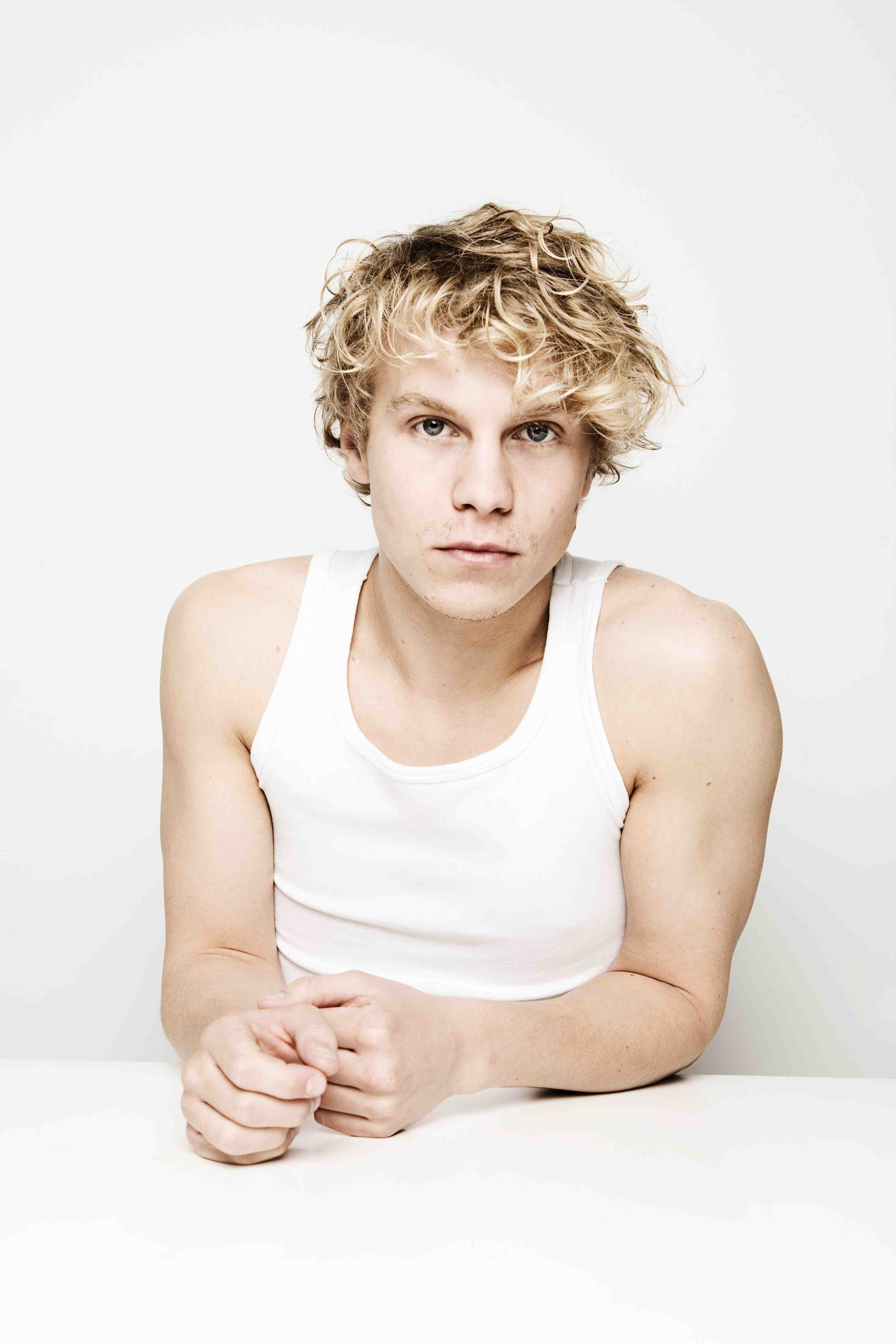
Gilles De Schryver, een van de artistiek leiders van Het KIP

De artistiek leiders van Het KIP waren Gilles De Schryver en Yahya Terryn. Verder bestond het collectief uit Robrecht Vanden Thoren, Hendrik Van Doorn, Boris Van Severen en Geert Vanoorlé. Andere artiesten die met Het KIP samenwerkten zijn onder meer Tom Vermeir, Ineke Nijssen, Johan Knuts, Arend Pinoy en Lien Maes. Ook met de Gentse kunstenorganisaties CAMPO en KOPERGIETERY werd regelmatig samengewerkt.

## Historiek
Het KIP brak door met de voorstelling, U DIKKE MA! - een voetbalopera, waarbij het publiek op het podium zit en naar de acteurs op de tribune kijkt. De tribune verbeeldt de spionkop van AA Gent tijdens een voetbalwedstrijd. Het was een voorstelling voor een breed publiek met zowel professionele als niet-professionele acteurs. De productie die het langst op het repertoire bleef was Chicks for money and nothing for free, een voorstelling voor jongeren vanaf 15 jaar.

## Producties (selectie)
- U DIKKE MA! - een voetbalopera (2011-2013)
- Alles voor u (2011-2013)
- Vrouw (2011-2012)
- Klein Rusland (2011-2013)
- Dans Dans (2011-2013)
- A distancia (2012)
- Chicks for money and nothing for free (2012-2016)
- Laisse tomber (2012-2014)
- Gepokt en gemazeld, gezalfd en geslagen, gezoend en verraden! (2012-2013)
- De Grieken (2012-2013)
- Dream Land: How Things Go (2012-2013)
- Straat (2013)
- Frans Woyzeck (2013)
- Het nijlpaard (2013)
- Come on Kortrik (2013)
- De America's (2013-2014)
- Qui a peur de Regina Louf? (2013-2015)
- Allô Papa? (2013-2015)
- HI HA HONDENLUL (2014)
- Becky Shaw (2014)
- OEP AA BAKKES! - een voetbalopera (2014)
- de slimme de domme de gladde en de dode (2014-2015)
- The beast in the jungle (2014-2015)
- Achter 't eten (2014-2016)
- Fiat Concerto (2015)
- Ladycock (2015-2016)
- De vrouwen van de zolder (2015-2016)
- Too white to dance (2016)
- We might as well fail (2016-2017)